# 3-hidroksiantranilat 3,4-dioksigenaza
3-hidroksiantranilat 3,4-dioksigenaza (EC 1.13.11.6, 3-hidroksiantranilatna oksigenaza, 3-hidroksiantranilna kiselina oksigenaza, 3-hidroksiantranilinska oksigenaza, 3-hidroksiantranilinska kiselina oksidaza, 3HAO) je enzim sa sistematskim imenom 3-hidroksiantranilat:kiseonik 3,4-oksidoreduktaza (deciklizacija). Ovaj enzim katalizuje sledeću hemijsku reakciju
3-hidroksiantranilat + O2 {\displaystyle \rightleftharpoons } 2-amino-3-karboksimukonat semialdehid
Za rad ovog enzima neohodan je Fe2+.

## Spoljašnje veze
- 3-hydroxyanthranilate+3,4-dioxygenase на 